# Паспорт гражданина Йемена

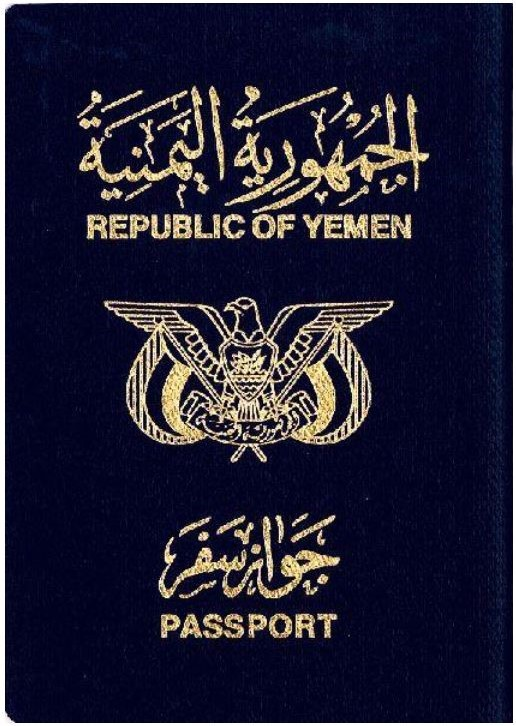

Паспорт гражданина Йемена — официальный документ, выдающийся гражданам Йемена для удостоверения их личности и для поездок за границу.

## Страны, где разрешён безвизовый въезд или получение визы по прибытии

### Африка
| Страны и территории | Условия доступа |
| ------------------- | --- |
| Алжир               | 3 мес. |
| Бурунди             | Виза выдаётся по прибытии |
| Кабо-Верде          | Виза выдаётся по прибытии |
| Коморы              | По прибытии в аэропорот выдаётся временная виза. В течение 24 часов она должна быть переоформлена в полноценную визу в иммиграционном службе в Морони (платно) |
| Джибути             | 1--месячная виза выдаётся по прибытии по цене DJF5,000 |
| Египет              | 3 мес. |
| Кения               | 3-месячная виза выдаётся по прибытии по цене US$ 50 |
| Мадагаскар          | 90-day Виза выдаётся по прибытии for MGA140,000 |
| Мозамбик            | 30-day Виза выдаётся по прибытии по цене US$25 |
| Сейшельские Острова | 1 месяц |
| Танзания            | 3-месячная виза выдаётся по прибытии по цене US$50 |
| Того                | 7 day Виза выдаётся по прибытии for XOF35,000 |
| Уганда              | 3 month Виза выдаётся по прибытии for US$50 |
| Замбия              | 3 month Виза выдаётся по прибытии for US$50 |

### Америка
| Страны и территории      | Условия доступа |
| ------------------------ | --------------- |
| Доминика                 | 21 дней         |
| Эквадор                  | 90 дней         |
| Гаити                    | 3 мес.          |
| Сент-Китс и Невис        | 14 дней         |
| Сент-Винсент и Гренадины | 1 месяц         |
| Теркс и Кайкос           | 30 дней         |

### Азия
| Страны и территории | Условия доступа                                              |
| ------------------- | ------------------------------------------------------------ |
| Армения             | 120-дневная виза выдаётся по прибытии по цене AMD 15,000     |
| Азербайджан         | 30-дневная виза выдаётся по прибытии по цене US$100          |
| Бангладеш           | 90-дневная виза выдаётся по прибытии по цене US$50           |
| Камбоджа            | 30-дневная виза выдаётся по прибытии                         |
| Грузия              | 3-месячная виза выдаётся по прибытии                         |
| Гонконг             | 1 месяц                                                      |
| Иордания            | 1 месяц                                                      |
| Лаос                | 30-дневная виза выдаётся по прибытии по цене US$30           |
| Макао               | 30-дневная виза выдаётся по прибытии                         |
| Малайзия            | 3 мес.                                                       |
| Мальдивы            | 30 дней                                                      |
| Непал               | 60-дневная виза выдаётся по прибытии                         |
| Республика Корея    | 30 дней Архивная копия от 22 декабря 2015 на Wayback Machine |
| Сирия               | 3 мес.                                                       |
| Восточный Тимор     | 30-дневная виза выдаётся по прибытии по цене US$30           |

### Европа
| Страны и территории | Условия доступа                                              |
| ------------------- | ------------------------------------------------------------ |
| Республика Косово   | 90 дней Архивная копия от 2 сентября 2017 на Wayback Machine |

### Океания
| Страны и территории | Условия доступа |
| ------------------- | --------------- |
| Острова Кука        | 31 дней         |
| Микронезия          | 30 дней         |
| Ниуэ                | 30 дней         |
| Палау               | 30 дней         |
| Самоа               | 60 дней         |
| Тувалу              | 1 месяц         |